# Cis leoi
Cis leoi là một loài bọ cánh cứng trong họ Ciidae. Loài này được Lopes-Andrade, Gumier-Costa & Zacaro miêu tả khoa học năm 2003.